# Osmium(VIII)-oxid
Osmium(VIII)-oxid (auch: Osmiumsäure) ist das Oxid des Elementes Osmium in seinem höchsten Oxidationszustand (+8).

## Darstellung und Gewinnung
Osmium(VIII)-oxid wird durch Oxidation aus Osmium oder von Osmiumlösungen mit Salpetersäure oder Natriumperoxodisulfat in Schwefelsäure hergestellt. Wegen seiner Flüchtigkeit und Giftigkeit kommt es in Ampullen eingeschmolzen in den Handel.

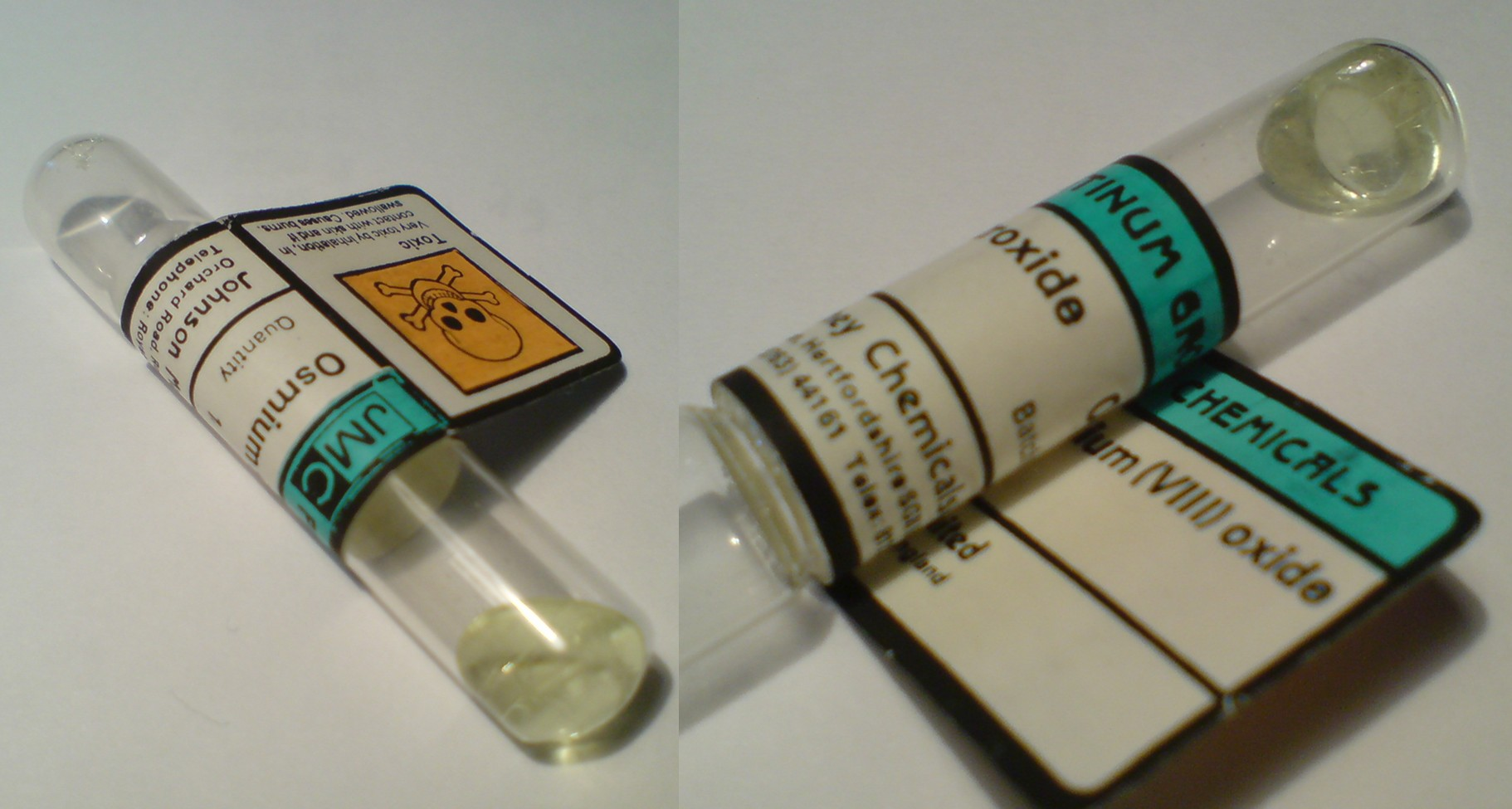
1 g Osmiumtetroxid in einer Ampulle

## Eigenschaften

### Physikalische Eigenschaften
Osmium(VIII)-oxid bildet blassgelbe Kristalle mit einem sehr niedrigen Schmelzpunkt von 40 °C und einem Siedepunkt von 130 °C. Diese Verbindung besitzt einen durchdringenden ozonähnlichen Geruch (altgriechisch ὀσμή osmē „Geruch, Gestank“), was die Namensgebung für das Metall Osmium erklärt. Osmium(VIII)-oxid besitzt eine monokline Kristallstruktur mit der Raumgruppe C2/c (Raumgruppen-Nr. 15). Die Gitterparameter sind a = 938 pm, b = 452 pm, c = 863 pm und β = 116,58°. Es löst sich nur mäßig in Wasser, jedoch sehr gut in Tetrachlorkohlenstoff CCl4.

### Chemische Eigenschaften
Osmium(VIII)-oxid ist ein starkes Oxidationsmittel und reagiert mit reduzierenden und brennbaren Stoffen. Es wird leicht durch organische Verbindungen zu schwarzem Osmium(IV)-oxid reduziert.

## Verwendung
In der organischen Synthese kann es verwendet werden, um Alkene zu Diolen zu oxidieren (Dihydroxylierung). Dabei entsteht stereoselektiv ein Diol mit cis-ständigen OH-Gruppen. Da das Reagens sehr teuer und giftig ist, wurden die Reaktionsbedingungen inzwischen so verbessert, dass Osmium(VIII)-oxid nur in kleinen Mengen als Katalysator erforderlich ist, während Wasserstoffperoxid (Milas-Hydroxylierung) oder N-Methylmorpholin-N-oxid (Sharpless-Dihydroxylierung) als Oxidationsmittel wirken.
Für die Transmissionselektronenmikroskopie (TEM) wird typisch 1%ige Osmiumtetroxidlösung zum Nachfixieren und Kontrastieren von Proben aus biologischem Material verwendet. Insbesondere Lipide werden dabei optisch schwarz angefärbt.

## Sonstiges
Am 6. April 2004 berichtete die amerikanische Nachrichtenagentur ABC News, dass der britische Geheimdienst glaubte, einen Bombenanschlag unter Verwendung dieser Substanz vereitelt zu haben. Andere Quellen bezweifeln diese Darstellung, da Osmium(VIII)-oxid trotz seines hohen Schadenspotenzials für die Verwendung als Giftgas zu teuer sei.
Am 27. Mai 2011 ereignete sich ein Unfall an der Universitätsklinik Magdeburg: Eine Flasche mit 20–50 ml 2-%-Osmiumtetroxid-Lösung ging zu Bruch. Personen kamen dadurch  nicht zu Schaden, das Haus 1 musste jedoch teilweise evakuiert werden. Die Feuerwehr reinigte den Unfallort.